# Oligopol
Oligopol – forma struktury rynkowej zaliczająca się do konkurencji niedoskonałej i ze względu na siłę rynkową znajdująca się między konkurencją monopolistyczną i monopolem. Rynek można nazwać oligopolistycznym, gdy tworzy go lub dominuje na nim kilku producentów, wytwarzających produkt jednorodny (np. cukier) lub zróżnicowany (np. samochody).

## Współzależność i strategiczność
We współczesnych gospodarkach konkurencja oligopolistyczna należy do najczęściej występujących, ale pomimo różnic między poszczególnymi oligopolami łączy je zasadnicza własność. Jest nią współzależność. Każdy przedsiębiorca oligopolistyczny musi podczas podejmowania własnych decyzji uwzględniać zachowanie konkurentów. Ze współzależności wynika konieczność strategicznego planowania i zarządzania. Przedsiębiorca musi konstruować strategie umożliwiające pokonanie przeciwników.
Dlatego do analizy oligopolu wykorzystywana jest teoria gier. Każda podjęta decyzja powraca do przedsiębiorcy w postaci reakcji konkurentów. Przykładowo, oligopolista nie może przewidzieć wpływu zmiany ceny produktu na wielkość jego sprzedaży bez uwzględnienia reakcji konkurentów. Ponieważ istnieje wiele oligopoli i przy podejmowaniu strategicznych decyzji można przyjmować różne założenia dotyczące reakcji konkurentów, to nie ma jednej uniwersalnej teorii oligopolu.

## Konkurowanie – porozumienie – oszukiwanie
Przedsiębiorcy na rynku oligopolistycznym konkurują ze sobą, aby osiągnąć jak największy zysk. W niektórych sytuacjach porozumienie się i wspólne działanie umożliwia zarobienie większego zysku niż przy konkurowaniu. Dlatego konkurenci zawiązują porozumienia, jak np. kartele, z których najbardziej znany jest OPEC. Jednakże w ramach porozumienia istnieje pokusa do oszukiwania, gdyż jeśli pozostali partnerzy porozumienia przestrzegają zasad umowy, to można osiągnąć większe zyski. Jeśli pozostali uczestnicy porozumienia również oszukują, to na ogół prowadzi to do wojny cenowej.
Jeśli oligopoliści zawiązują kartel, to funkcjonują jak monopol. Osiągają wtedy zysk monopolowy, który dzielą między siebie zgodnie z przyjętym porozumieniem. Wielkość produkcji na rynku wyznaczona jest zrównaniem przychodu krańcowego z kosztem krańcowym kartelu.

## Przywództwo cenowe podmiotu dominującego
Na rynku oligopolistycznym może produkować podmiot dominujący i kilka podmiotów naśladowców, którzy przyjmują cenę wyznaczoną przez lidera. Podmiot dominujący zachowuje się jak monopolista i wyznacza cenę maksymalizującą jej zysk. Naśladowcy przyjmują tę cenę i zaspokajają popyt pozostawiony dla nich przez lidera.

## Załamana krzywa popytu

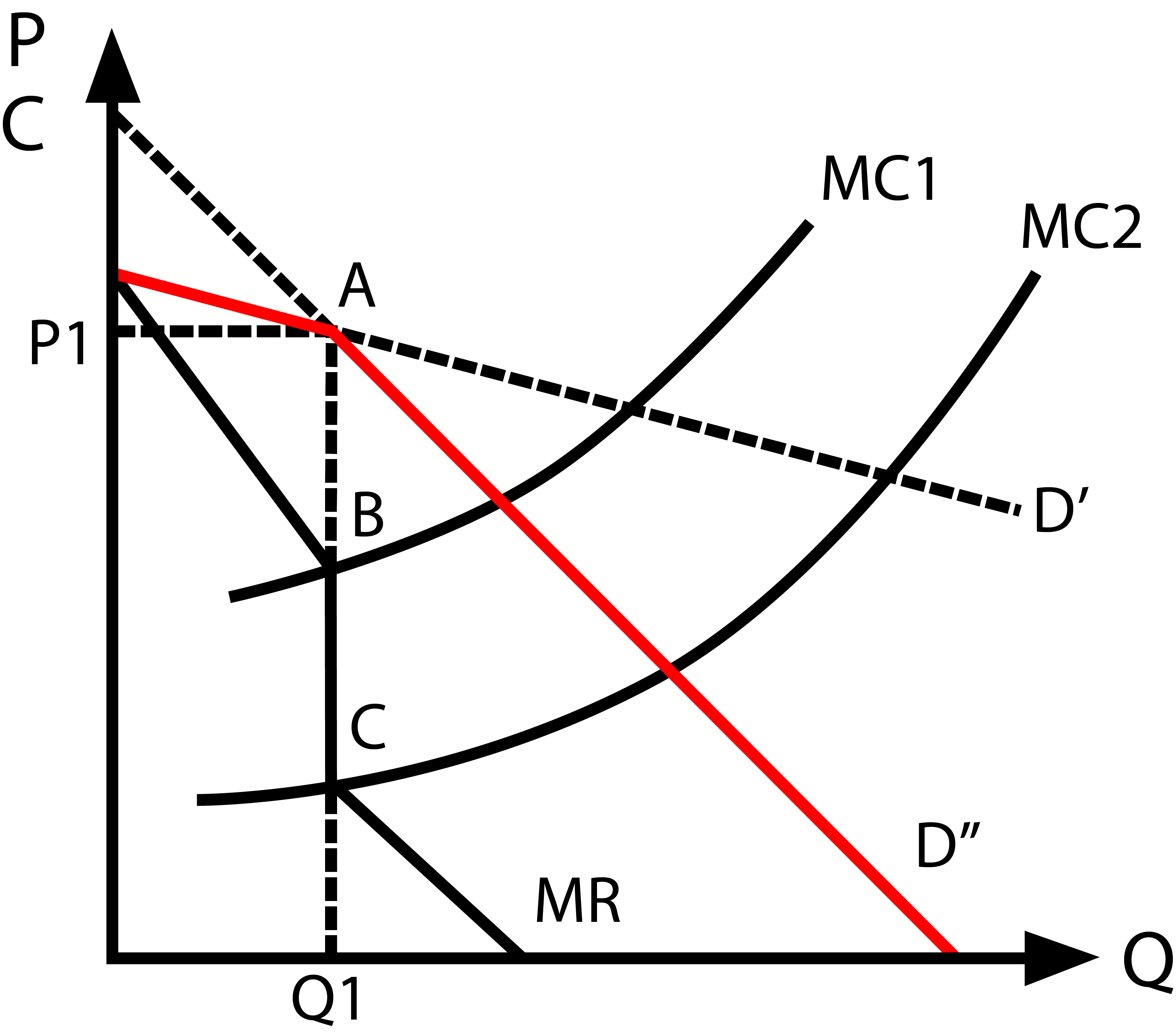
Załamana krzywa popytu w oligopolu

W sytuacji, kiedy oligopoliści konkurują ze sobą, stabilność ceny wyjaśnia teoria załamanej krzywej popytu. Załamanie krzywej popytu spowodowane jest tym, że konkurenci różnie reagują na podniesienie ceny i na jej obniżenie przez jednego z nich. Jeśli oligopolista podwyższy cenę, to konkurenci tego nie zrobią, aby przejąć część jego klientów. Jeśli natomiast oligopolista obniży cenę, to pozostali uczestnicy rynku też obniżą ceny, aby nie utracić własnych klientów. W takiej sytuacji każdy uczestnik rynku napotyka krzywą popytu, która jest załamana na poziomie bieżącej ceny.
Powyżej punktu załamania popyt jest elastyczny, gdyż wzrost ceny będzie prowadził do dużego zmniejszenia sprzedaży. Natomiast poniżej punktu załamania popyt jest nieelastyczny, gdyż obniżenie ceny prowadzi do niewielkiego wzrostu sprzedaży. Punktowi załamania krzywej popytu odpowiada nieciągłość krzywej utargu krańcowego, MR, czyli odcinek CB. Dlatego zmiany kosztów produkcji wahające się w przedziale kosztów krańcowych MC1 – MC2 nie mogą spowodować ani zmiany ceny, ani zmiany wielkości produkcji. Model ten więc wyjaśnia stabilność ceny w oligopolu.

## Modele duopolu
Strategie zachowania oligopolistów przedstawia się na przykładzie duopolu, czyli rynku, na którym konkurują dwaj producenci. Historycznie pierwszym modelem był model francuskiego ekonomisty Antoine'a A. Cournota, w którym dwóch oligopolistów o jednakowej sile rynkowej konkuruje między sobą, wybierając wielkość produkcji maksymalizującą zysk dla danej wielkości produkcji konkurenta. W następnym modelu niemieckiego ekonomisty Heinricha von Stackelberga oligopoliści konkurują, przyjmując pozycję lidera i naśladowcy, uznając wielkość produkcji konkurenta za daną. Natomiast w modelu francuskiego ekonomisty Josepha Louisa F. Bertranda oligopoliści przyjmują ceny konkurentów jako stałe, dążąc do maksymalizacji zysku.